# Zagrzebski Pułk Kawalerii
Zagrzebski Pułk Kawalerii (chorw. Zagrebačka konjanička pukovnija) - oddział wojskowy Chorwackich Sił Zbrojnych w okresie II wojny światowej
Pułk został sformowany 24 kwietnia 1941 r. Był podporządkowany Dywizji Savska płk. Emanuela von Baleya. W skład pułku weszli w większości oficerowie i żołnierze jednostek kawalerii pochodzących z Królewskiej Armii Jugosłowiańskiej. Oddział stanowił kawalerię jedynie z nazwy, gdyż z powodu braku koni był używany jako piechota. Początkowo pułk składał się ze sztabu oraz I, II i III Samodzielnych Grup Kawalerii. W późniejszym okresie utworzono baterię artylerii górskiej. Pułk liczył ok. 900 żołnierzy. Dowództwo objął ppłk Stajić. W lipcu tego roku zastąpił go ppłk Djuro Sivoš. Chrzest bojowy pułk przeszedł w sierpniu w rejonie Gračacu, gdzie zwalczał partyzantkę komunistyczną. Na pocz. września przeniesiono go do Sarajewa, gdzie w listopadzie wszedł w skład III Korpusu Armijnego. Następnie wyruszył na wschód od miasta w celu walki z oddziałami partyzanckimi i serbskich czetników. 9 lutego 1942 r. jeden z plutonów pułku został okrążony i rozbity w rejonie Sokolacu, tracąc 12 zabitych, 4 rannych i 34 wziętych do niewoli. W poł. marca tego roku II Samodzielna Grupa Kawalerii uwolniła garnizon Rogaticy, zablokowany przez partyzancki Drinski Oddział Ochotniczy. W maju pułk brał udział w operacji antypartyzanckiej "Foča". Dowodził nim ppłk Ljubomir Rajman. Od lipca do końca roku pułk patrolował górzysty region Romanija. Nie doszło jednak do większych walk z oddziałami nieprzyjacielskimi. Na przełomie 1942/1943 r. oddział zmienił 9 Pułk Piechoty, stacjonujący w rejonie Jajce-Donji Vakuf-Travnik. Pod koniec stycznia 1943 r. I Samodzielna Grupa Kawalerii została zaatakowana na wschód od miasta Jajce przez partyzancką 9 Brygadę Krajinską. 3 Chorwatów zostało rannych, zaś 39 wzięto do niewoli. Na pocz. lutego w ciężkie walki z partyzancką 3 Dywizją zaangażowała się II Samodzielna Grupa Kawalerii, tracąc 31 żołnierzy zaginionych. Dowództwo pułku przejął ppłk Aurel Schlacher. Kolejne walki miały miejsce w sierpniu, kiedy I Samodzielna Grupa Kawalerii w rejonie Donji Vakuf starła się z 1 Proletariacką Dywizją Szturmową, zaś III Samodzielna Grupa Kawalerii straciła 4 zabitych, 8 rannych i aż 129 wziętych do niewoli w walkach z 5 Dywizją Szturmową. 19 sierpnia w Turbe grupa 3 oficerów i 51 kawalerzystów chorwackich zdezerterowała do partyzantów. Do tego samego doszło 12 września w rejonie Travnika, kiedy na stronę partyzancką przeszło 25 Chorwatów. 1 kwietnia 1944 r. w Travniku Zagrzebski Pułk Kawalerii został przeorganizowany w Brygadę Zmotoryzowaną.